# Rosso e nero (film 1995)
Rosso e nero è un film pornografico del 1995, diretto da Silvio Bandinelli e interpretato da Selen.

## Trama
Jodie Bardot è una pittrice figlia dell'ambasciatore francese: frequenta ambienti delle celebrità, gode dell'amicizia e protezione di personaggi importanti. Claudia e Mark sono due poliziotti all'inseguimento d'un probabile serial killer autore di delitti caratterizzati da rituali sessuali, convinti che l'omicida sia proprio Jodie, ma le amicizie altolocate della ragazza rendono le indagini difficoltose.